# Utena
"Utena" (japanski 少女革命ウテナ, Shojo kakumei Utena, francuski Utena, la Fillette Révolutionnaire), poznata i pod nazivom "Revolucionarna djevojka Utena" je slavna anime serija fantastike iz 1997. koju je režirao Kunihiko Ikuhara po mangi autorice Chiho Saito. Serija ima 39 epizoda a po njoj je snimljen i istoimeni film 1999.,  Shojo kakumei Utena: Adolescence Mokushiroku 
 te nekoliko mjuzikl predstava. 
Serija prati Utenu Tenjou, tinejdžerku koja izražava želju da bude princ kroz svoju voljnu ličnost i tombojski način odijevanja. Nalazi se uvučena u niz dvoboja s mačevima kako bi osvojila ruku Anthy Himemiye, misteriozne djevojke poznate kao "Nevjestom ruža" koja posjeduje "moć svjetske revolucije". 
Mnogi kritičari smatraju Utenu jako utjecajnim djelom u shōjo žanru. Serija je pokrenula niz spin-offa, uključujući serijal romana, videoigru i više scenskih mjuzikla. 
Često se spominje da je anime "Lady Oscar" izvršio velik utjecaj na oblikovanje i stil glavne junakinje dok je hermetična priča neke podsjetila na filmove Davida Lyncha.

## Radnja
Djevojčica Utena Tenjou je u djetinjstvu bila svjedokom smrti roditelja i pala u depresiju, ali je naišla na tajnovitog princa koji joj je dao snagu i volju za daljni život. Poklonio joj je i princ s motivom ruže i rekao joj da će je taj prsten odvesti k njemu. Utena je bila toliko fascinirana princom da je odlučila i sama postati princ i ponašati se kao dječak. Mnogo godina kasnije Utena je srasla u zgodnu djevojku i upisala se u tajnovitu Ohtori akademiju. Tamo je srela plahu djevojku Anthy koju je zlostavljao njezin dečko Saionji. Utena ga izazove na dvoboj u mačevanju kako bi ostavio Anthy na miru i on prihvati. Dvoboj se održi u obližnjoj šumi u bizarnoj dvorani u kojoj obrnuti dvorac lebdi iznad tla. Usprkos zbunjenosti, Utena uspije pobijediti. Kao nuspojavu "osvoji" Anthy, koja joj po školskoj tradiciji od tada mora služiti. Uskoro se suoći s članovima Studentskog vijeća u sličnim dvobojima.
Utena i Anthy dijele sobu i studiraju zajedno u školi. U školi su među ostalima i drugi učenici, kao što su Juri, Miki, Nanami i njezin brat Touga, koji ju svi izazovu na dvoboj u mačevanju kako bi osvojili Anthy. Utena ubrzo upozna i Anthynog brata koji se zove Akio. On je glavni upravitelj škole i ima puno skrivenih planova, među kojima su i želja da od Utene napravi princezu. Iz svoje promatraćnice upravlja strojem koji stvara iluzije (zapravo zeissov projektor) i potiče učenike na dvoboje, a Utena otkrije da ima incestuozni odnos sa sestrom. Anthy se nađe u komori u kojoj proživljava cijelu bol svijeta i u kojoj ju tisuće letečih mačeva probadaju. Utena ju spasi i preuzme njezinu bol, ali time ne nastane revolucija kojoj se Akio nadao. U školu se vrati rutina, a svi učenici su zaboravili da je Utena uopće i postojala. No Anthy nije. Ona ostavlja svojeg brata samog u školi te krene na put kako bi negdje pronašla Utenu.
Utena je nadrealistična priča koja snažno koristi alegoriju i simboliku, a mnogi su aspekti njezine radnje otkriveni neizravno ili na način otvoren za interpretaciju publike. Serija podijeljena je u četiri sage, u svakoj od njih Utena je suočena s drugačijim izazovom na Akademiji Ohtori:
- Saga studentskog vijeća (epizode 1–13)

Utena se suočava s članovima Studentskog vijeća koji izazivaju Utenu po zapovijedi s "Kraja svijeta".
- Saga crne ruže (epizode 14–24)

Utena se suočava sa Souji Mikageom, koji koristi svoje moći uvjeravanja i poznavanje psihologije kako bi manipulirao drugima i natjerao ih da žele ubiti Anthy.
- Saga Akia Ohtori (epizode 25–33)

"Kraj svijeta" otkriva se kao Akio Ohtori, upravitelj škole i Anthyn brat. Nakon sastanka s Akiom, članovi Studentskog vijeća stječu nove sposobnosti i suočavaju se s Utenom u revanšima. Utena je postala meta Akiovog zavođenja, stvarajući razdor između nje i Anthy.
- Saga apokalipse (epizode 34–39)

Akio se otkriva kao Utenin princ, a Utena je suočena u posljednjem dvoboju kako bi oslobodila Anthy od njegovog utjecaja.

## Teme
Lady Oscar Riyoka Ikeda često se navodi izvor inspiracije za vizualni stil Utene, scene koje uključuju klizajuća zrcala i nepodržana stubišta pojavljuju se tijekom introspekcije likova u Lady Oscar, dok su u Uteni dio vrlo sličnih scena. Međutim, redatelj Ikuhara to je u nekoliko navrata demantirao.
Ikuhara je izjavio da je Utenu potjecao iz njegovog filma Sailor Moon Super S koji je imao temu "Smaka svijeta". Ikuharove originalne ideje za film nisu iskorištene jer je napustio studio Toei.
Ikuhara je osjećao da su epizode poput epizode 3 "Noć bala", gdje se Utena isticala kao "shōjo anime", bile "apsolutno potrebne" za kasniji razvoj serije.  Susan J. Napier napisala je da Utena "koristi zamke bajki (dvorac, princ) i tradicionalniju shōjo priču (lijepe djevojke i dječake, romantične zaplete) da kritizira iluzije koje nude", te da u seriji Utena mora probiti sve te iluzije da bi došla do stvarnosti. Slika Anthy s njezinim kovčegom na kraju serije sugerira da, inspirirana Uteninom, Anthy sada "preuzima brigu o vlastitom životu i oslobađa se incestuoznih zavoja koje je njezin brat namotao oko nje". To "oslobođenje" postaje eksplicitnije u filmu, gdje se Utena pretvori u automobil kojim Anthy bježi u "vanjski svijet".
Napier također vidi odnos Anthy i Utene kao moguću metaforu za "potrebu za integracijom dviju strana jastva", više muževnu Utenu i ženstveniju Anthy. Napier sugerira da je Anthyna izdaja Utene u pretposljednjoj epizodi serije također mogla biti otkrivanje njezinog bijesa na "muževnoj" zaštiti koju nude Utena i Akio, s tim što će Anthy tek početi razvijati integriraniju ličnost nakon što je napravila njezin prvi vlastiti izbor na završetku serije (s koferom) i filma (s kljućevima)
Crvena boja koristi se liberalno tijekom cijelog serijala da simbolizira ambicije i strasti likova.

## Glavni mediji

### Manga
Manga serijal Utena napisao je Be-Papas, a ilustrirala Chiho Saito. Započela je serializacijom u lipnju 1996. u časopisu Ciao Shogakukan, mjesečnom časopisu shōjo manga. Manga je završila 1998. godine, a objavljeno je pet svezaka. Objavljeno je izdanje na engleskom jeziku u Sjevernoj Americi od strane Viz Media 2000. godine, prvo serializirano u Vizovom manga časopisu Animerica Extra, a kasnije objavljeno u pet svesaka knjiga (sa šestom kao adaptacijom filma Adolscence Mokushiroku) od 2003. do 2004. Viz je ponovno objavio seriju s tvrdim uvezama u dvije knjige, počevši 11. travnja 2017.
20. svibnja 2017. Shogakukan je najavio da će novo poglavlje manga biti objavljeno u rujanskom broju mjesečnog časopisa Flowers. U izdanjima za ožujak i svibanj 2018. objavljena su još dva poglavlja koja prikazuju živote glavnih likova 20 godina nakon događaja originalne serije. Shogakukan je prikupio sva tri poglavlja u jedan svezak pod naslovom Utena: Nakon revolucije, 10. svibnja 2018. godine.

### Anime serija
Anime seriju Utena producirao je japanski animacijski studio J.C.Staff, a režiju Kunihiko Ikuhara. Serija je emitirana između 2. travnja 1997. i 24. prosinca 1997. na TV Tokio u Japanu i trajala je 39 epizoda.

### Film
Dugometražni igrani film "Shojo kakumei Utena: Adolescence Mokushiroku", poznat i pod nazivom "Adolescencija Utene" objavljen je u kinima u Japanu 14. kolovoza 1999. Film je komprimirano prepričavanje priče televizijske serije, sa značajnim razlikama u radnji (na primjer, odnos između Utene i Anthy smatra se pretjerano seksualnim) i s pojačanim tematskim sadržajem. Film zauzima dvosmisleno mjesto u širem kanonu Utene, a kritičari su ga naizmjenično tumačili kao samostalnu adaptaciju anime i mange koja postoji u vlastitom kontinuitetu, i kao nastavak koji se nadovezuje na radnju anime serije.
2001. godine Central Park Media objavio je film kao "Revolutionary girl Utena: The movie" na VHS-u i DVD-u. Godine 2007, Funimation je emitirao film na kanalu Funimation. Nakon raspuštanja Central Park Media 2009. godine, prava na distribuciju filma u Sjevernoj Americi film drži Right Stuf od 2010. godine.

## Glasovi
- Tomoko Kawamaki - Utena Tenjou
- Yuriko Fuchizaki - Anthy Himemiya
- Takehito Koyasu - Touga Kiryuu
- Kotono Mitsuishi - Juri Arisugawa
- Takeshi Kusao -Saionji
- Yuri Shiratori - Nanami Kiryuu
- Jurouta Kosugi - Akio Ohtori

## Nagrade
- Osvojen Best TV Animation Award u Kobeu.

## Zanimljivosti
- Redatelj Kunihiko Ikuhara je "Utenu" snimio odmah nakon završetka animea Sailor Moon te dobio više slobode u bavljenju gay temama nego u toj seriji.
- Redatelj Ikuhara isprva nije htio snimiti još jednu animiranu shoujo seriju s glavnim ženskim likom, ali se je predomislio kada je vidio mangu autorice Chiho Saito.
- Chu-chu, Anthyn mali ljubimac, nije miš već neka hibridna vrsta majmuna.
- Odmah po završetku serije autori su najavili film.

## Analiza
Struktura serije odvija se po ovoj shemi - Utena dobije poziv na dvoboj od jednog od učenika koji žele usvojiti Anthy, bez koje se ne može postati princ. Po tome se možda mogu naslutiti teme o posesivnoj prirodi ljudi koji žele iskoristiti druge osobe za svoje egoistične ciljeve, a Anthy predstavlja njihovu robinju. Dvoboj u mačevanju odigrava se u neobičnoj dvorani u kojoj lebdi dvorac okrenut naglavačke (!), dajući naslutiti kako se zapravo radi o nekoj vrsti inverziji bajke ili suprotnosti od pravila bajki. Dok se Utena i njen suparnik bore bizarna glazba se čuje u pozadini u kojoj se pjeva o amonitima i trilobitima. Mač dobiva iz Anthyninog tijela, koju obasjava Dios. Tijekom radnje često se javljaju tzv. Shadow girls, sjene dviju djevojaka koji komentiraju događaje i tako reagiraju kao grčki kor. Kako se epizode gomilaju, opisuju se i drugi likovi, poput primjerice plavokose Nananmi koja gaji gotovo strastvenu ljubav prema svojem bratu Tougi. I neke radnje u epizodama su sasvim apstraktne, primjerice u onima u kojima se Nanami pretvorila u kravu ili umislila da je izlegla jaje, što je možda čak i gotovo previše pretenciozno. Članovi vijeća studenata često drže govore o nadolazećoj revoluciji koja će promijeniti svijet. Kako bi sve još više zapetljao, redatelj je ubacio i potpuno fantazmagorične elemente, poput automobila koji okomito stoje u areni za vrijeme dvoboja, te neobjašnjiv kraj o dosezanju snova u kojem Utena vjerojatno doslovno uzima ulogu princa a falusni simboli su obilato prisutni (mačevi, građevine). Sve u svemu, radi se o seriji za uži krug gledatelja sa specifičnim ukusom.
"Utena" je jedan od slavnijih animea 90-ih koji je stekao iznimnu kultnu reputciju i koji se drastično poigrava sa surealnim simbolima i alegorijama. Dok su neki hvalili hrabru priču na granici apsurda i dadaizma koja se bavi postmodernim temama lezbijske ljubavi, traganja za identitetom, odrastanju i incestom (implicirano u odnosu Anthy i njenog brata Akija) i čija struktura nema linearnu priču niti čvrstog kraja te tako ostavlja gledatelja da sam pokrene moždane vijuge drugi su kritizirali nebuloznu radnju, iritantnu nategnutost, nejasnu poantu i bizarnost koja je sama sebi svrha i koja upada u larpurlartizam.

## Kritike
Kritičar sa pseudonimom Soundchazer na siteu Animeacademy.com u svojoj recenziji napisao: "Ovo je vjerojatno jedan od najfrustrirajučih animea koje sam ikada vidio. Ne zato što je loš, nego zato što neprimjereno upotrebljava svojih 39 epizoda...U biti, "Utena" je nešto kao nogometna utakmica koja završi izjednačeno sa 0:0 pri prelasku u finale. Završite donekle zadovoljni zbog rezultata, ali ste morali upotrijebiti puno truda da izbjegnete zaspati u prvom poluvremenu".
Istodobno, kritičar Madoka je hvalio seriju: "Od priče preko animacije sve do glazbe, ovaj anime zrači elegancijom. Iako potvrđuje neka pravila žanra "magical girl", poput repetitivnih transformacijskih sekvenci na kraju svake epizode, ovaj anime je jedan od najneobičnijih, najdubljih emisija svoje vrste. Što se tiče animacije i stila, "Utena" je gotovo savršena..."Utena" opravdava svoje ime revolucionarne serije. Ako ste spremni na anime koji će vas natjerati da razmišljate, uzmite ovaj u svoje ruke. Nećete biti razočarani".
Carlos Ross je na siteu Themanime.org također suzdržano ocijenio ovaj anime i dao mu 3 od 5 zvijezde: "Od početka do kraja, svaka epizoda "Utene" nagomila toliko besmislenoti koliko i smislenosti, od dvorca okrenutog naopačke koji lebdi iznad arene na vrhu, čini se, beskonačnih spiralnih stepenica, sve do djevojaka iz sjene koje komentiraju radnju...Još jedna neobičnost u ovoj seriji (a ima ih puno) je ekstremno polarizirana priroda režije i same priče. Smrtonosni dvoboj u mačevanju često odmah slijedi, recimo, scena u kojoj Chu-Chu jede slatkiše pa mu onda pozli, ili, recimo, epizoda o Anthyjinom (doslovno) eksplozivnom curryju, koju pak slijedi još jedna anksiozna scena, kada Nanami biva proganjana po Indiji od divljih slonova (Što??). Upravo kada pomislite uzeti ovu seriju ozbiljno, besmislenost pošalje tu ideju u nebo. Vizualni stil i glazba ne čine ništa da ovo ospore, pa makar "Utena" djeluje smisleno u svojoj bizarnosti, priča u cjelini eventualno potone između autorovih odvraćanja pozornosti..."Utena" je čudna, čudna serija, a iako njena nekonzistentnost i čudnan ritam oslabljuju obečavajući početak (koji se može usporediti sa "Evangelionom"), ovaj show će sigurno privuči hrpu obožavatelja, ali i osporavatelja. Ovo je show oko kojeg će mnogi gledatelji imati snažna mišljenja, ali mnogi njeni dijelovi se jednostavno ne uspijevaju posložiti u skladnu cjelinu, usprkos predivnoj animaciji i zanimljivoj priči. A iako bi volio vidjeti kako ova priča završava (barem u animeu), možda bi bilo bolje sjesti sa strane i dati mojem mozgu dobro zaslužen odmor".
Kritičar Zac Bertschy je seriji pak dao najveću ocjenu i zapisao da je "jedan od najdubljih i najboljih animea ikad snimljenih." Također je analizirao da su "likovi u "Uteni" arhetipovi, tako da primjerice Jury predstavlja ponos."

## Vanjske poveznice
- Utena u internetskoj bazi filmova IMDb-a
- Utena na Anime News Network Encyclopedia
- Utena na AnimeNFO.com
- Sažetak epizoda  Arhivirana inačica izvorne stranice od 12. siječnja 2005. (Wayback Machine)
- Utena.net  Arhivirana inačica izvorne stranice od 23. listopada 2006. (Wayback Machine)
- Fan site s informacijama o seriji  Arhivirana inačica izvorne stranice od 10. rujna 2006. (Wayback Machine)
- "Utena" na animenewsnetwork.com